# XIX wiek w informatyce
Kalendarium informatyczne lat 1801–1900
- 1801 – Joseph Marie Jacquard wynalazł maszynę tkacką, sterowaną kartami perforowanymi[1].
- 1812–1817 – Abraham Stern skonstruował arytmometr ręczny[1].
- 1822 – Charles Babbage opracował podstawy uniwersalnej automatycznej maszyny analitycznej[2].
- 1833 – Charles Babbage przedstawił pierwsze gotowe projekty maszyny analitycznej[1].
- 1843 – Ada Lovelace napisała ciąg szczegółowych instrukcji do maszyny Babbage’a, które pozwalały w sposób systematyczny wygenerować liczby Bernoulliego. Instrukcje uchodzą za pierwszy program komputerowy w historii informatyki. Według innych Lovelave napisała instrukcje wraz z Babbagem[3][4].
- 1843 – Pehr Georg Scheutz i jego syn zbudowali maszynę różnicową, opartą na projekcie Babbage’a[5].
- 1843–1845 – Zelig Słonimski zbudował instrumenty potrafiące wykonywać dodawanie, odejmowanie i mnożenie[5].
- 1845 – Abraham Izrael Staffel zaprezentował maszynę potrafią wykonywać podstawowe operacje matematyczne[5].
- 1847 – George Boole opublikował pierwsze prace z zakresu logiki symbolicznej[5].
- 1884 – John H. Patterson założył firmę NCR (National Cash Register Company)[5].
- 1892 – szwajcarski wynalazca Otto Steiger opatentował maszynę liczącą „Millionaire”, pierwszą maszynę liczącą opartej w konstrukcji o zasadę bezpośredniego mnożenia[6][7].
- 1896 – Herman Hollerith założył Tabulating Machine Company[8].